# Celestino Cuadri
Celestino Cuadri es una ganadería de toros bravos de la localidad de Trigueros (Huelva, España) que perteneció a Celestino Cuadri Vides y que, desde su muerte, regentan sus herederos bajo la denominación de "Hijos de don Celestino Cuadri Vides". Los toros de este hierro, que pastan en las fincas Comeuñas y Cabecilla Pelá, pertenecen a un encaste propio y único, debido al cruce genético de las reses, procedentes de sangre Vistahermosa (Urcola-Santa Coloma y Gamero-Cívico). La antigüedad de la ganadería se remonta al 8 de abril de 1956, cuando la familia Cuadri lidia una corrida de toros completa con este hierro y que estoquearon los diestros Victoriano Posada, Mario Carrión y Luis Parra “Parrita”.

## Historia de la ganadería

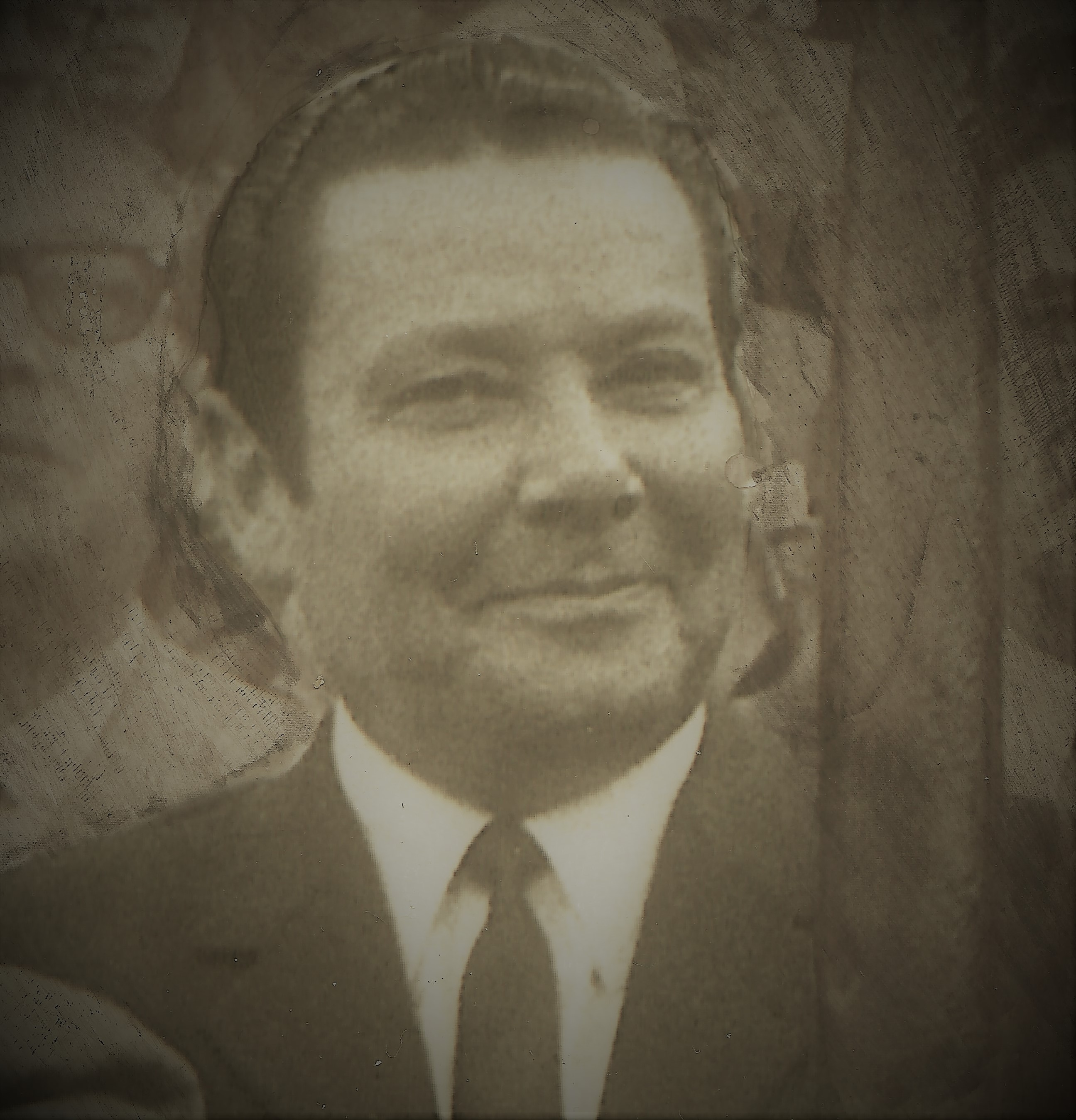
El creador de la ganadería y el encaste don Celestino Cuadri Vides (1921-2001)

Celestino Cuadri creó un encaste propio. Licenciado en Derecho, mantuvo una estrecha amistad con Manuel Giménez Fernández. Tras retirarse, cedió la gestión en los años setenta a sus hijos. 
Con el paso del tiempo, en el lenguaje coloquial taurino se conoce los toros Celestino Cuadri o los Cuadri como los pertenecientes a la ganadería que él creó. Está ubicada en las fincas llamadas Comeuñas del término municipal de Gibraleón y Cabecilla Pelá del término municipal de Trigueros, ambas en la provincia de Huelva, España y separadas por 10 kilómetros. Estos terrenos se encuentran a unos 70 metros sobre el nivel del mar y corresponden a dehesas pobladas de encinas y alcornoques. La divisa es de color morado, amarillo y blanco. La antigüedad data del 8 de abril de 1956 y la denominación oficial actual es Hijos de Don Celestino Cuadri Vides.
El fundador de la ganadería, Celestino Cuadri, inició la empresa adquiriendo ganado de diferentes procedencias, una porción importante fue comprada en 1954 por él a su anterior propietario José María Lancha, cambiando a partir de entonces el hierro y la divisa primitivas. La primera corrida se celebró en septiembre de 1955 en la plaza de Aracena, donde el novillo de nombre Marismeño fue premiado por su bravura con la vuelta al ruedo. El debut en la Plaza de Las Ventas de Madrid tuvo lugar el 8 de abril de 1956. Desde el año 1973 la gestión de la ganadería pasó de Celestino Cuadri a sus hijos Fernando, Luis y Juan.

### Características del toro
Los toros de este hierro suelen tener una morfología característica, tienden a ser panzudos, con manos cortas, gran papada y cornamente acapachada. El pelaje predominante es de color negro zaino, aunque algunos ejemplares son mulatos o castaños.

### Toros célebres
- Brujito, número 47, negro de capa, 497 kg, lidiado por Manolo Carrión en Las Ventas el 8 de abril de 1956, siendo el primer toro de esta ganadería de saltar al ruedo madrileño.
- Aventador, número 32, de capa negro bragado, 509 kg, toro lidiado por Emilio Muñoz en las Fiestas del Pilar de Zaragoza en 1993, elegido "Trofeo al toro más bravo de la Feria" que otorga la Peña La Madroñera 89 y que da nombre al vehículo Lamborghini Aventador.
- Marinero, número 25, de capa castaño, 393 kg, novillo lidiado por David de Miranda en las fiestas patronales de Aracena en 2015, siendo premiado con la vuelta al ruedo.